# Benat
Benat ([bə'nat], Banat, oficialment en francès), Banat, segons Joan Coromines o Bennat, segons alguns autors, és un veïnat de la comuna vallespirenca del Tec, a la Catalunya del Nord.

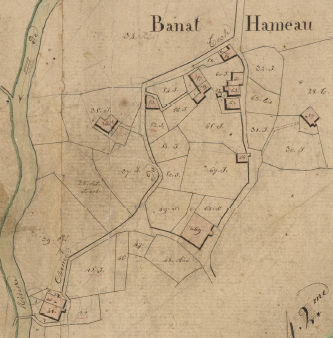
Benat en el Cadastre napoleònic del 1812 (Arxius Departamentals dels Pirineus Orientals)

És al nord-oest del poble del Tec, aigües amunt de la Comalada, en un pla de la Comalada abans que la carretera comenci l'ascens cap a Sant Guillem de Combret. És un veïnat disseminat, amb església pròpia, la de Santa Maria de Benat.
És documentat ja el 881. Entre els anys 1299 i 1321 s'esmenta un cavaller de nom Berenguer Descoll, senyor dels vilars de Benat d'Amunt i Benat d'Avall a la vall de Prats.

## Etimologia
Joan Coromines recull en el seu Onomasticon Cataloniae la forma Banat, que explica com a procedent de l'antropònim llatí Benenatus (ben nascut, de bona família¡¡). Com es veu, l'etimologia serveix igualment per a Benat.